# Webクリエイター能力認定試験
Webクリエイター能力認定試験（ウェブクリエイターのうりょくにんていしけん、略称：Webクリエイター試験）は、日本の民間資格試験。サーティファイWeb利用・技術認定委員会が主催、認定している。

## 概要
Webサイト制作職に必要とされるWebサイト制作のデザインおよびWebページのHTMLタグ・CSS等のコーディング能力を測定・評価することを目的にした資格試験である。
初級から中級者向けのスタンダードと上級者向けのエキスパートの難易度による二種類の級種があり、現役のWebデザイナー、Webディレクター、Webプログラマー、Webコーダー、およびそれらを目指している人などWebサイト制作業務に関連する多くの人々を対象としている。

## 試験形式
受験資格
学歴・年齢等の制限はない。
出題形式・出題範囲
エキスパート
知識問題 - Webサイトに関する知識について出題。多肢選択形式、全20問。
実技問題 - HTMLタグの記述によるページ作成、CSSの記述と読み込み、画像の表示、JavaScriptの読み込み等について、配布された問題データおよび素材データに基づき作成・編集を行い、解答データを提出。1テーマ出題で、約5ページ程度。
スタンダード
実技問題 - HTMLタグの記述によるページ作成、HTMLタグの変換、CSSの記述と読み込み、画像の表示等について、配布された問題データおよび素材データに基づき作成・編集を行い、解答データを提出。1テーマ出題で、約4ページ程度。
試験時間
エキスパート
知識問題 - 20分
実技問題 - テキストエディター使用の場合は110分、Webページ作成ソフト使用の場合は90分。
スタンダード - テキストエディター使用の場合は70分、Webページ作成ソフト使用の場合は60分。
認定基準
エキスパート
レイアウト手法や色彩設定等、ユーザビリティやアクセシビリティを考慮したWebサイトのデザインを構築することが出来る。また、スクリプトを用いて動きのあるWebページの表示、マルチデバイス対応、新規Webサイトの構築などが出来る。
スタンダード
セマンティックWebを理解し、HTMLタグをマークアップすることができる。また、CSSを用いてHTMLの構造を維持しつつ、Webページのデザインやレイアウトを行うことが出来る。
合格基準
エキスパート
知識問題と実技問題の合計点において得点率65%以上。
スタンダード
実技問題において得点率65%以上。
その他
実技試験時、参考資料として利用できる簡易リファレンスが配布される。